# 토리지

토리지의 위치

토리지(영어: Torridge)는 잉글랜드 데번주에 위치한 비도시 자치구로 중심 도시는 비디퍼드이며 인구는 65,618명(2014년 기준), 면적은 985.3km2이다.